# Pendżab

Pendżab (Pandźab, Pięciorzecze) – kraina historyczna w południowej Azji, rozciągająca się wzdłuż granicy indyjsko-pakistańskiej.
Dawniej tworzył jedną całość, obecnie podzielony jest między dwa państwa. Położony w północnej części Indii stan Pendżab zajmuje powierzchnię 50,4 tys. km², i w 2000 roku był zamieszkany przez 24,3 mln mieszkańców. Stolicą indyjskiego Pendżabu jest Czandigarh. Pakistańską prowincję Pendżab o powierzchni 205,3 tys. km² w 1998 roku zamieszkiwało 72,6 mln. Stolicą pakistańskiego Pendżabu jest Lahaur.
Nazwa Pendżab, oznaczająca „Krainę Pięciu Rzek”, wywodzi się z perskiego, gdzie panj oznacza „pięć”, a āb – „woda”. Pięć rzek Pendżabu to rzeki dorzecza Indusu: Bjas, Ćanab, Dźhelam, Rawi i Satledź.

## Historia
Teren Pięciorzecza był miejscem rozwoju cywilizacji doliny Indusu określanej także jako kultura harappańska od stanowiska Harappa położonego właśnie na terenie Pendżabu. Następnie kraina wchodzi w Okres wedyjski. Ze swoją armią do Pendżabu dotarł Aleksander Wielki, w 326 p.n.e. pokonując miejscowego władcę Porosa w Bitwie nad rzeką Hydaspes (Dźhelam). Po śmierci Aleksandra początkowo w składzie władztwa jednego z jego dowódców Seleukosa, który następnie odstąpił je Ćandragupcie za cenę 500 słoni bojowych. Na początku naszej ery Pięciorzecze włączyli do swojego państwa Kuszanowie. Następnie pod wpływami Guptów oraz Harsza. 
Islam tak jak w inne rejony świata dotarł do Pendżabu wraz z dżihadem. Pendżabskie Multan było ostatnią zdobyczą Muhammada ibn al-Kasima, gdzie złupiono słynną świątynię słońca, męską populację wymordowano, a kobiety i dzieci pognano w niewolę. Panowanie islamskie zostało umocnione przez Ghaznawidów, po ich zaś upadku Pendżab przeszedł pod panowanie Sułtanatu Delhijskiego a następnie państwa Wielkich Mogołów. W XVIII wieku zarówno w składzie Imperium Durrani, jak i Imperium Marathów. Pod koniec wieku w Pendżabie powstaje Państwo Sikhów, które ostatecznie opanuje region, a protektorat brytyjski przyjmie dopiero w 1849 jako ostatni z regionów Indii.